# ناوچه کلاس کانوی
ناوچه کلاس کانوی (به انگلیسی: Conway-class corvette) یک کلاس از کشتی است که طول آن ۱۲۵ فوت (۳۸ متر) می‌باشد.